# Millis-Clicquot
Millis-Clicquot – jednostka osadnicza w Stanach Zjednoczonych, w stanie Massachusetts, w hrabstwie Norfolk.